# RAK-Halbmarathon
Der RAK-Halbmarathon (englisch RAK Half Marathon) ist ein Halbmarathon, der in Ra’s al-Chaima, Vereinigte Arabische Emirate, stattfindet. Die Abkürzung RAK leitet sich ab von Ras Al Khaimah, der englischen Transkription des Veranstaltungsortes.
Er wird seit 2007 jährlich im Februar ausgetragen und galt als der weltweit bestdotierte Halbmarathon. Allerdings schüttete der Zayed International Half Marathon im Emirat Abu Dhabi 2010 ein deutlich höheres Preisgeld an die Sieger aus.
Die flache Strecke und das regelmäßig hochkarätig besetzte Teilnehmerfeld machen den RAK-Halbmarathon zu einem der schnellsten der Welt. So erzielte Samuel Kamau Wanjiru 2007 hier mit 58:53 min eine Weltbestzeit im Halbmarathon, die allerdings nicht als Weltrekord anerkannt wurde, weil kein EPO-Test vorlag. Seine Zwischenzeit von 41:29 min nach 15 Kilometern entsprach der damaligen Weltrekordmarke seines Landsmanns Felix Limo über diese Distanz.
Dieselbe Zwischenzeit lief 2009 der Äthiopier Deriba Merga, der das Rennen aber letztlich nur als Dritter in 59:18 min beendete. Der Sieger Patrick Makau Musyoki aus Kenia erzielte mit 58:52 min die im Jahr 2009 zweitschnellste jemals gelaufene Halbmarathonzeit, während sich bei den Frauen Dire Tune aus Äthiopien mit 1:07:18 h auf Platz fünf der damaligen Weltbestenliste schob und einen Landesrekord aufstellte. 2011 verbesserte die Kenianerin Mary Keitany den Weltrekord um 35 Sekunden auf 1:05:50 h. Nachdem Florence Kiplagat beim Barcelona-Halbmarathon den Weltrekord 2014 auf 1:05:12 h und 2015 auf 1:05:09 h gesteigert hatte, unterbot Peres Jepchirchir diese Marke bei ihrem Sieg in Ra’s al-Chaima 2017 mit ihrer Siegerzeit von 1:05:06 h wiederum um 3 Sekunden. 2018 konnte ihre Landsfrau Fancy Chemutai diese Zeit weiter verbessern, blieb aber in 1:04:52 h nur eine Sekunde über den mittlerweile von Joyciline Jepkosgei gehaltenen Weltrekord. Zwei Jahre später verbesserte die Äthiopierin Ababel Yeshaneh den bis dato nach wie vor von Jepkosgei gehaltenen Weltrekord um 20 Sekunden auf 1:04:31 h.
Nachdem das Rennen 2021 aufgrund von der COVID-19-Pandemie ausgefallen war, konnte es 2022 wieder veranstaltet werden. Es gewannen der Ugander Jacob Kiplimo und die Äthiopierin Girmawit Gebrzihair, beide liefen neuen Streckenrekord. Kiplimo lief zudem als Durchgangszeit in 40:43 min die schnellste 15-km-Straßenlauf-Zeit aller Zeiten.

## Statistik

### Streckenrekorde
- Männer: 57:56 min, Jacob Kiplimo  Uganda, 2022
- Frauen: 1:04:14 h, Girmawit Gebrzihair  Äthiopien, 2022

### Siegerliste
| Datum         | Männer                                       | Nation                                       | Zeit                                         | Frauen                                       | Nation                                       | Zeit                                         |
| ------------- | -------------------------------------------- | -------------------------------------------- | -------------------------------------------- | -------------------------------------------- | -------------------------------------------- | -------------------------------------------- |
| 19. Feb. 2022 | Jacob Kiplimo                                | Uganda                                       | 0:57:56                                      | Girmawit Gebrzihair                          | Äthiopien                                    | 1:04:14                                      |
| 19. Feb. 2021 | n/a, da wegen der COVID-19-Pandemie abgesagt | n/a, da wegen der COVID-19-Pandemie abgesagt | n/a, da wegen der COVID-19-Pandemie abgesagt | n/a, da wegen der COVID-19-Pandemie abgesagt | n/a, da wegen der COVID-19-Pandemie abgesagt | n/a, da wegen der COVID-19-Pandemie abgesagt |
| 21. Feb. 2020 | Kibiwott Kandie                              | Kenia                                        | 0:58:58                                      | Ababel Yeshaneh                              | Äthiopien                                    | 1:04:31                                      |
| 8. Feb. 2019  | Stephen Kiprop                               | Kenia                                        | 0:58:42                                      | Senbere Teferi                               | Äthiopien                                    | 1:05:45                                      |
| 9. Feb. 2018  | Bedan Karoki -2-                             | Kenia                                        | 0:58:42                                      | Fancy Chemutai                               | Kenia                                        | 1:04:52                                      |
| 10. Feb. 2017 | Bedan Karoki                                 | Kenia                                        | 0:59:10                                      | Peres Jepchirchir                            | Kenia                                        | 1:05:06                                      |
| 12. Feb. 2016 | Birhanu Legese                               | Äthiopien                                    | 1:00:40                                      | Cynthia Jerotich Limo                        | Kenia                                        | 1:06:04                                      |
| 13. Feb. 2015 | Mosinet Geremew                              | Äthiopien                                    | 1:00:05                                      | Mary Keitany -3-                             | Kenia                                        | 1:06:02                                      |
| 14. Feb. 2014 | Lelisa Desisa                                | Äthiopien                                    | 0:59:36                                      | Priscah Jeptoo                               | Kenia                                        | 1:07:02                                      |
| 15. Feb. 2013 | Geoffrey Kamworor                            | Kenia                                        | 0:58:54                                      | Lucy Wangui Kabuu                            | Kenia                                        | 1:06:09                                      |
| 17. Feb. 2012 | Dennis Kipruto Kimetto                       | Kenia                                        | 1:00:40                                      | Mary Keitany -2-                             | Kenia                                        | 1:06:49                                      |
| 18. Feb. 2011 | Deriba Merga                                 | Äthiopien                                    | 0:59:24                                      | Mary Keitany                                 | Kenia                                        | 1:05:50                                      |
| 19. Feb. 2010 | Geoffrey Kiprono Mutai                       | Kenia                                        | 0:59:43                                      | Elvan Abeylegesse                            | Türkei                                       | 1:07:07                                      |
| 20. Feb. 2009 | Patrick Makau Musyoki -2-                    | Kenia                                        | 0:58:52                                      | Dire Tune                                    | Äthiopien                                    | 1:07:18                                      |
| 8. Feb. 2008  | Patrick Makau Musyoki                        | Kenia                                        | 0:59:35                                      | Salina Jebet Kosgei                          | Kenia                                        | 1:12:29                                      |
| 20. Feb. 2007 | Samuel Kamau Wanjiru                         | Kenia                                        | 0:58:53                                      | Berhane Adere                                | Äthiopien                                    | 1:10:58                                      |

### Entwicklung der Finisherzahlen
| Jahr | Gesamt | Männer | Frauen |
| ---- | ------ | ------ | ------ |
| 2022 |        |        |        |
| 2021 | --     | --     | --     |
| 2020 | 3185   | 2176   | 01009  |
| 2019 | 2390   | 1641   | 0749   |
| 2018 | 2250   | 1488   | 0762   |
| 2017 | 2153   | 1407   | 0746   |
| 2016 | 2225   | 1461   | 0764   |
| 2015 | 1817   | 1178   | 0639   |
| 2014 | 1811   | 1192   | 0619   |
| 2013 | 1483   | 0978   | 0505   |
| 2012 | 1617   | 1036   | 0581   |
| 2011 | 1360   | 0863   | 0497   |
| 2010 | 1312   | 0813   | 0499   |
| 2009 | 0979   | 0649   | 0330   |
| 2008 | 0608   | 0408   | 0200   |